# Михайлов, Алексей Юрьевич
Алексе́й Ю́рьевич Миха́йлов (род. 23 февраля 1963, Москва) — российский независимый экономист, журналист, заместитель главного редактора журнала «Профиль», блогер. Один из авторов программы 400 дней, лёгшей в основу Программы 500 дней, Закона «О соглашениях о разделе продукции». Опубликовал более десятка монографий (в соавторстве) на нескольких языках мира, более 300 публикаций в научной прессе и средствах массовой информации, более 100 интервью в печатных СМИ и на телевидении.

## Биография
- Родился 23 февраля 1963 года в Москве. Окончил Московский институт народного хозяйства им. Г. В. Плеханова по специальности «экономист» (специализация — планирование народного хозяйства, 1984 год) и аспирантуру Центрального экономико-математического института АН СССР (1987 год).
- После окончания аспирантуры приступил к работе заведующим сектором в ЦААИР НИИ цен Госкомцен РСФСР, где до 1990 года занимался разработкой имитационных математических моделей экономики.
- С июля по декабрь 1990 являлся членом Комиссии по экономической реформе в Совете Министров РСФСР. Являлся одним из ключевых авторов программы «400 дней доверия», которая легла затем в основу программы «500 дней». Создал объединённую (СССР и России) научную группу по разработке программы экономических реформ. Занимался разработкой и утверждением в Верховном Совете РСФСР программы «500 дней».
- В 1991 году по программе визитинг-профессор Harvard Kennedy School в университете Гарвард подготовил программу западной помощи российским реформам. Работа велась совместно с профессорами Гарвардского университета С. Фишером и Дж. Саксом. Разработанная программа была представлена руководителям СССР, республик и стран G7.
- В конце 1991 года сотрудничал с Комитетом по оперативному управлению народным хозяйством/Межгосударственным экономическим комитетом, на предмет подготовки и участия в переговорах со странами G7 по дефолту внешнего долга СССР и условиям его реструктуризации.

## Политическая карьера
В 1993 году начал политическую карьеру.
- Трижды избирался в Государственную Думу, будучи членом фракции «ЯБЛОКО». Работал в Комитетах:

— по экономической политике (заместитель Председателя Комитета),
— по природным ресурсам (Председатель Комитета),
— по бюджету и налогам,
— по финансовым рынкам и кредитным организациям.
- В 1996—1999 годах — член Коллегии Министерства топлива и энергетики РФ.

Специализировался на экономическом законодательстве:
— бюджетное законодательство, включая разработку альтернативного бюджета,
— налоговая реформа,
— пенсионная реформа,
— финансовый рынок,
— законодательство о приватизации,
— природоресурсное, включая законодательство о недрах, о земле, лесное, водное, экологическое, «О соглашениях о разделе продукции».
- В период с 1991 по 1993 год работал в качестве эксперта в бюджетном Комитете Верховного Совета России и Министерства финансов России.

Неоднократно принимал участие и выступал на международных конференциях в России, США, Англии, Австрии, Германии, Франции, Японии.
- С 1991 по 2013 год являлся Руководителем дирекции экономических программ в Центре экономических и политических исследований (ЭПИцентр).

Центр специализируется на независимом исследовании экономических реформ в России. Алексей Михайлов выпускал ежемесячные аналитические доклады с анализом достижений и ошибок реформ.

### Конфликт вокруг здания ЭПИцентр
В 2008 году следователь ГСУ при ГУВД Москвы предъявил Алексею Михайлову обвинения по статьям 30, 159 (мошеннические действия) и 174 (легализация денежных средств) УК РФ. По версии следствия, экс-депутат Госдумы вместе со своими бывшими коллегами по «Яблоку» — Михаилом Задорновым, Григорием Явлинским и Сергеем Иваненко входил в совет Региональной общественной организации «Центр экономических и политических исследований» (РОО «ЭПИцентр»), которая владела крупным зданием в Малом Левшинском переулке столицы.
Согласно материалам дела, в 2006 году были проведены два собрания совета «ЭПИцентр», на которых Григорий Явлинский был удалён с должности председателя совета РОО, а потом (вместе с Иваненко) исключён из членов организации. Председателем избрали Алексея Михайлова.
Следствие утверждало, что Алексей Михайлов планировал завладеть денежными средствами «ЭПИцентра» и организовал продажу здания организации.
В ряде источников утверждается, что прокурор в ходе прений сторон просил приговорить Михайлова к 12 годам лишения свободы.
Однако судья установила, что в действиях Михайлова отсутствовал состав преступления. Суд постановил полностью оправдать Михайлова по всем трём вменяемым ему статьям.

## Карьера экономического журналиста
После 2003 года начал активно развиваться в качестве журналиста. Опубликовал более 250 статей, посвященных преимущественно мировому и российскому экономическому кризису.
В 2015 году принял предложение стать заместителем главного редактора журнала «Профиль».
Сейчас продолжает активную аналитическую и публицистическую деятельность.

## Возвращение в политику
В 2016 году принял решение о возвращении в политику.
15 августа 2016 года на пресс-конференции, проходившей в «доме Балконских», официально объявил о своем намерении баллотироваться в Депутаты Государственной Думы Федерального Собрания Российской Федерации от избирательного округа № 208. Одним из пунктов представленной программы стало предложение перенести органы федеральной власти в ТиНАО, Алексей Михайлов предлагает всем заинтересованным жителям ЦАО подписать его официальную петицию «Чиновники, вон из центра Москвы!».
По итогам выборов занял последнее, тринадцатое место.
| Кандидаты в депутаты | Партия                | Полученный процент | Количество полученных голосов |
| -------------------- | --------------------- | ------------------ | ----------------------------- |
| Николай Гончар       | Единая Россия         | 34.25 %            | 57110                         |
| Павел Тарасов        | КПРФ                  | 12.86 %            | 21442                         |
| Андрей Зубов         | ПАРНАС                | 11.27 %            | 18789                         |
| Мария Баронова       | Самовыдвижение        | 7.91 %             | 13197                         |
| Михаил Дегтярёв      | ЛДПР                  | 7.54 %             | 12573                         |
| Кристина Симонян     | Справедливая Россия   | 4.85 %             | 8095                          |
| Ксения Соколова      | Партия Роста          | 4.15 %             | 6912                          |
| Мария Катасонова     | Родина                | 3.94 %             | 6569                          |
| Дмитрий Захаров      | Коммунисты России     | 2.97 %             | 4956                          |
| Антон Умников        | Зеленые               | 2.47 %             | 4125                          |
| Андрей Руденко       | Гражданская Платформа | 1.90 %             | 3160                          |
| Олег Эстон           | Патриоты России       | 1.65 %             | 2744                          |
| Алексей Михайлов     | Гражданская Сила      | 1.40 %             | 2338                          |

## Избранные публикации
- Михайлов А. Размышления по поводу предстоящего юбилея: Уже совсем недалек тот день, когда рубль преодолеет отметку в 2 тысячи за один доллар… // Московские новости. — 1994. — 3-10 октября.
- Дон С., Михайлов А. Как снизить налоги. — М.: ЭПИцентр, 1999.
- Transition to Market Economy (500 Days Program), St/Martin’s Press, New York, 1991
- Переход к рынку (Экономическая программа «500 дней». (Концепция и программа. Часть 1 и 2), Москва, 1990
- 400 дней доверия, Москва, «Недра», 1990
- The Grand Bargain (Window of Opportunity), McGraw-Hill, 1991
- Window of Opportunity. The Grand Bargain for Democracy in the
- Soviet Union, Pantheon Books, New York, 1991
- Согласие на шанс, Москва, Советская Россия, 1991
- серия из 27 брошюр на актуальные темы экономики и политики (автор проекта, редактор серии), Москва, ЭПИцентр, 1999
- Реформы для большинства, Москва, ЭПИцентр, 1995
- Reforms from below: Russia’s future, EPIcenter — Niznhni Novgorod, Nika Print, 1994
- Нижегородский пролог. Экономика и политика в России, Москва, ЭПИцентр, 1992
- Economics and Politics in Russia: Diagnosis, Harvard University, 1992
- Экономика и политика в России. Диагноз (весна 1992), Москва, ЭПИцентр, 1992
- Михайлов А., Субботин М. Яблоко и СРП. М.: ЭПИцентр, Интеграл-информ. 2003.

## В социальных сетях и блогах
- Медаль «В память 850-летия Москвы»[1]
- Медаль «Защитнику свободной России»
- Лауреат премии деловых кругов PRESSзвание-2011 в номинации «Россия и ВТО»[10]
- Победитель конкурса «Финансовые блоги рунета» (2010 год)[11]: первое место в номинации «Лучшее оформление блога», третье место в номинации «Лучший финансово-экономический блог»